# Картиџ (Њујорк)
Картиџ (енгл. Carthage) град је у америчкој савезној држави Њујорк.

## Демографија
По попису из 2010. године број становника је 3.747, што је 26 (0,7%) становника више него 2000. године.
| Група             | 2000.         | 2010.         |
| Белци             | 3.358 (90,2%) | 3.282 (87,6%) |
| Афроамериканци    | 159 (4,3%)    | 141 (3,8%)    |
| Азијати           | 39 (1,0%)     | 60 (1,6%)     |
| Хиспаноамериканци | 100 (2,7%)    | 173 (4,6%)    |
| Укупно            | 3.721         | 3.747         |